# Brachyta interrogationis
Espèce
Brachyta interrogationis est une espèce de coléoptères de la famille des Cerambycidae.

## Biologie

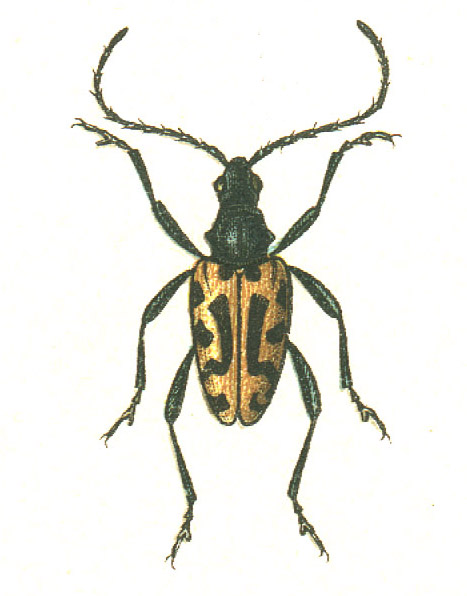
Les marques sur les élytres rappelant des points d’interrogation ont donné leur nom à ce Brachyta.

Brachyta interrogationis est une espèce de longicorne dont l’aire de répartition s’étend à toute l’Eurasie,. En France, on le retrouvera aisément en altitude, mais pas uniquement. L’adulte se nourrit essentiellement des pétales du géranium des bois, mais on peut aussi l’observer sur des pivoines et des euphorbes, la larve se nourrit elle des racines de la plante hôte. Plus rarement, on l’a trouvé sur des Radiola (Linaceae) et une expérience en laboratoire a réussi à le faire vivre d’une Trollius (Ranunculaceae).

## Systématique

### Sous-espèces
On ne compte pour l’instant qu’une seule sous-espèce : Brachyta interrogationis var. biquadrisignata, qui se démarque par son corps entièrement noir et de petits points fauves sur le bord des élytres.

### Synonymes
- Leptura interrogationis Linnæus, 1758
- Pachyta interrogationis Mulsant, 1863
- Evodinus interrogationis Aurivillius, 1912